# Lưu Trĩ
Lưu Trĩ (chữ Hán: 劉峙; bính âm: Liu Zhi; 1892–1972) là một viên tướng và chính trị gia Quốc dân đảng thời Trung Hoa Dân Quốc.

## Tiểu sử
Lưu sinh ra trong một gia đình nông dân tại Giang Tây năm 1892. Cha mẹ ông mất khi ông còn nhỏ, ông được ông nội nuôi dưỡng. Ông vào học một trường địa phương trước khi sang Nhật du học. Khi Chính phủ Nhật Bản trục xuất các du học sinh Trung Hoa theo yêu cầu của chính quyền Mãn Thanh, ông trở về Trung Hoa vào học tại một số trường quân sự tại Vũ Hán. Năm 1914, ông nhập học trường quân sự Bảo Định; sau khi phục vụ một vài quân phiệt địa phương, Lưu gia nhập ban giám hiệu trường quân sự Hoàng Phố năm 1924 và trở thành một tư lệnh chiến trường trong Chiến tranh Bắc phạt. Ông kết bạn với nhiều đồng minh quan trọng của Tưởng Giới Thạch và họ giúp đỡ ông rất nhiều khi thăng tiến trong chính quyền Quốc dân đảng.

## Trong Chính phủ Quốc dân
Ông đóng vai trò quan trọng trong Đại chiến Trung Nguyên và góp phần tăng cường sức mạnh quân sự của Quốc dân đảng trong những năm 1930, đánh bại các lực lượng Cộng sản tại Hà Nam. Tưởng Giới Thạch ban thưởng cho ông bằng chức Tỉnh trưởng Hà Nam và đổi tên một huyện theo tên ông. Khi Chiến tranh Trung-Nhật bùng nổ, Lưu được bổ nhiệm Phó tư lệnh Quân khu 1 và Tổng tư lệnh Tập đoàn quân 2. Nhưng ông ngày càng tỏ ra bất lực khi Lục quân Đế quốc Nhật Bản dễ dàng đánh bại lực lượng của ông và chọc thủng phòng tuyến Trung Hoa dù bị áp đảo về quân số. Lưu buộc phải rút bỏ phần lớn đất đai Hà Bắc ở Hoa Bắc, thất bại này dẫn đến nạn lụt Hoàng Hà 1938 và ông bị Tưởng cách chức. Khi Chính phủ Quốc dân rút về Trùng Khánh, Tưởng lại chọn ông làm tư lệnh phòng không thành phố, nhưng khi Không quân Đế quốc Nhật Bản bắt đầu đánh bom Trùng Khánh, Lưu vẫn bất lực không ngăn chặn được quân Nhật và tăng cường ý chí chiến đấu của quân dân, do đó năm 1942 bị bãi nhiệm. Năm 1942, ông thay Lý Tông Nhân giữ chức Tư lệnh Quân khu 5. Khi chiến tranh chống Nhật kết thúc, ông được bổ nhiệm làm Chủ nhiệm Bình định Trịnh Châu, kiểm soát Quân khu 1 và 5. Khi Chiến dịch phá vây Trung Nguyên diễn ra mùa hè năm 1946, ông thất bại không tiêu diệt được lực lượng Cộng sản của Lưu Bá Thừa và Đặng Tiểu Bình, và lại bị cách chức một lần nữa. Mùa thu năm 1948, ông là Tổng tư lệnh Tiễu tổng Từ Châu, kiểm soát khoảng 920,000 quân Quốc dân, nhưng khi viên Phó tổng tư lệnh tài năng Đỗ Duật Minh được thuyên chuyển sang Mãn Châu để giải cứu quân Quốc dân đảng tại đây khi Nguyên soái Lâm Bưu tiến hành Chiến dịch Liêu Thẩm vào ngày 12 tháng 9 năm 1948. Ông hoảng sợ đến mức không thể tổ chức phòng thủ hiệu quả khi tướng Cộng sản Túc Dụ tấn công Từ Châu trong Chiến dịch Hoài Hải, dù Tưởng Giới Thạch một lần nữa pháo Đỗ Duật Minh đến tăng viện, nhưng sự bất tài và nhát gan của Lưu đã khiến thế thua của quân Quốc dân đảng tại Hoa Trung trở nên vô phương cứu vãn. Khi quân Cộng sản đánh bại quân Quốc dân vào năm sau và Đỗ Duật Minh bị bắt, Lưu lại bị Tưởng Giới Thạch cách chức, dù bản thân Tưởng cũng may mắn mới thoát khỏi Từ Châu bằng máy bay.

## Tại Đài Loan
Lưu chạy sang Hồng Kông, rồi sang Indonesia làm nghề thầy giáo dạy tiếng Hoa kiếm sống. Năm 1953, ông được trở về Đài Loan làm cố vấn chính trị cho Tưởng Giới Thạch. Ông được thưởng Huân chương Thanh thiên bạch nhật, mất ở Đài Loan năm 1972.

## Đánh giá
Sự nghiệp quân sự của Lưu Trĩ ban đầu đầy rẫy chiến thắng, nhưng dường như ông đánh mất khả năng chỉ huy từ Chiến tranh Trung-Nhật. Nhiều tướng lĩnh gọi ông là Tướng chân dài (giỏi chạy trốn) hay Tướng may mắn của Tưởng, để châm chọc sự bất tài và vô liêm sỉ của ông vì vẫn dày mặt đảm nhận quyền cao chức trọng trong khi các tướng lĩnh có tài thì lại không được thăng thưởng cho những chiến tích dũng cảm trong chiến tranh. Thậm chí cả đệ nhất phu nhân Tống Mỹ Linh cũng từng hỏi Tưởng Giới Thạch: "Có nhiều người nói xấu về Lưu Trĩ như vậy, anh còn định dùng hắn sao?" Tưởng bình thản đáp: "Lưu là kẻ bất tài, nhưng hắn trung thành và dễ bảo hơn tất cả bọn tướng lĩnh kia."